# Katharina Komatz
Pour les articles homonymes, voir Innerhofer.
Katharina Komatz, née Katharina Innerhofer, le 17 janvier 1991 à Zell am See, est une biathlète autrichienne. Elle compte une victoire en Coupe du monde, obtenue lors d'un sprint en 2014.

## Carrière
Katharina Innerhofer dispute sa première compétition internationale aux Championnats du monde jeunesse en 2010. Elle est intégrée à l'équipe nationale senior en 2012, où elle prend part à ses premiers championnats du monde.
En ouverture de l'hiver 2013-2014, elle marque ses premiers points en Coupe du monde avec une 32e place à l'individuel d'Östersund.
Aux Jeux olympiques d'hiver de 2014, elle est 76e du sprint, 28e de l'individuel et 9e du relais mixte.
Le 6 mars 2014, alors que son meilleur résultat en Coupe du monde n'était jusqu'à cette date une vingt-deuxième place, elle remporte le sprint de Pokljuka grâce à un sans faute aux tirs malgré un pas de tir perturbé par le vent, devenant la première Autrichienne à gagner en Coupe du monde. Deux jours plus tard, elle obtient une nouvelle place dans le Top 10 avec une septième place malgré quatre balles manquées.
Aux Jeux olympiques d'hiver de 2018, elle se classe notamment 29e du sprint, sa meilleure place individuelle olympique.

## Palmarès

### Jeux olympiques
| Épreuve / Édition                | Individuel | Sprint | Poursuite | Départ en masse | Relais | Relais mixte |
| Jeux olympiques 2014 Sotchi      | 28e        | 76e    | —         | —               | —      | 9e           |
| Jeux olympiques 2018 Pyeongchang | 60e        | 29e    | 40e       | —               |        | 10e          |
| Jeux olympiques 2022 Pékin       | 26e        | 21e    | 22e       | 14e             | 9e     | —            |

Légende :
- — : Non disputée par Innerhofer

### Championnats du monde
| Épreuve / Édition                | Individuel | Sprint | Poursuite | Départ en masse | Relais | Relais mixte | Relais mixte simple              |
| Mondiaux 2012 Ruhpolding         | 86e        | 75e    | —         | —               | —      | —            | Épreuve inexistante à cette date |
| Mondiaux 2013 Nove Mesto         | 64e        | 97e    | —         | —               | —      | —            | Épreuve inexistante à cette date |
| Mondiaux 2015 Kontiolahti        | 63e        | 27e    | 32e       | —               | 11e    | 5e           | Épreuve inexistante à cette date |
| Mondiaux 2017 Hochfilzen         | —          | 60e    | 57e       | —               | —      | —            | Épreuve inexistante à cette date |
| Mondiaux 2019 Östersund          | —          | 49e    | 40e       | —               | 16e    | 17e          | —                                |
| Mondiaux 2020 Antholz-Anterselva | 20e        | 19e    | 28e       | 19e             | 12e    | 8e           | —                                |
| Mondiaux 2021 Pokljuka           | 46e        | 39e    | 37e       | —               | 7e     | —            | —                                |

Légende :
- : épreuve inexistante à cette date
- — : épreuve pas disputée par la biathlète

### Coupe du monde
- Meilleur classement général : 26e en 2020.
  - 1 podium individuel : 1 victoire.

#### Classements en coupe du monde
| Saison    | Classement général final | Individuel | Sprint | Poursuite | Mass start |
| 2011-2012 | nc                       | nc         | nc     |           |            |
| 2012-2013 | nc                       | nc         | nc     | nc        |            |
| 2013-2014 | 36e                      | 24e        | 34e    | 43e       | 37e        |
| 2014-2015 | 51e                      | nc         | 35e    | 60e       | 50e        |
| 2015-2016 | nc                       | nc         | nc     |           |            |
| 2016-2017 | nc                       |            | nc     | nc        |            |
| 2017-2018 | 66e                      | nc         | 67e    | 57e       |            |
| 2018-2019 | 73e                      | nc         | 79e    | 56e       |            |
| 2019-2020 | 26e                      | 31e        | 24e    | 48e       | 22e        |
| 2020-2021 | 77e                      | 64e        | 72e    | 72e       |            |

#### Détail des victoires
| Saison / Épreuve | Individuel | Sprint   | Poursuite | Mass start | Total |
| 2013-2014        |            | Pokljuka |           |            | 1     |
| Total            | 0          | 1        | 0         | 0          | 1     |

### IBU Cup
- 2 podiums individuels.